# Croton purpurascens
Croton purpurascens är en törelväxtart som beskrevs av Yong Tian Chang. Croton purpurascens ingår i släktet Croton och familjen törelväxter. Inga underarter finns listade i Catalogue of Life.